# 1663
Il 1663 (MDCLXIII in numeri romani) è un anno  del XVII secolo.

## Eventi
- Viene fondata a Napoli l'Accademia degli Investiganti.
- Staple Act: l'Inghilterra vieta a navi e merci di altri paesi europei di accedere ai porti coloniali inglesi, riservandosi così il monopolio di tutti i commerci delle proprie colonie.
- Gli Ottomani guidati da Mehmet Köprülü entrano nel territorio austriaco puntando verso Vienna.
- Viene conferito il Privilegio di Nobiltà Imperiale alla famiglia de Visintainer von Lovemberg di Cagnò da Leopoldo I d'Asburgo, imperatore d'Austria.
- Invenzione del manometro.

## Nati

### Gennaio
- 2 gennaio - Bartolomeo Massei, cardinale e arcivescovo cattolico italiano († 1745)
- 3 gennaio - Giuseppe Piamontini, scultore italiano († 1744)
- 3 gennaio - Carlo Giuseppe Plura, scultore e stuccatore svizzero († 1737)
- 20 gennaio - Luca Carlevarijs, pittore italiano († 1730)
- 20 gennaio - Johann Georg von Künigl, politico, militare e nobile austriaco († 1739)

### Febbraio
- 4 febbraio - Edward Lee, I conte di Lichfield, nobile e politico britannico († 1716)
- 8 febbraio - Filippo Valignani, arcivescovo cattolico italiano († 1737)
- 12 febbraio - Cotton Mather, pastore protestante e medico statunitense († 1728)
- 19 febbraio - Pietro da Pietri, pittore italiano († 1716)

### Marzo
- 3 marzo - Nicolas Siret, compositore, clavicembalista e organista francese († 1754)
- 6 marzo - Jean-Baptiste Matho, compositore francese († 1743)
- 7 marzo - Tomaso Antonio Vitali, violinista e compositore italiano († 1745)
- 9 marzo - Sofia Augusta di Anhalt-Zerbst, nobile († 1694)
- 13 marzo - Tommaso Falcoia, vescovo cattolico italiano († 1743)
- 13 marzo - Giulio Piazza, cardinale e arcivescovo cattolico italiano († 1726)
- 18 marzo - Antonio Zucchelli, missionario, viaggiatore e scrittore italiano († 1716)
- 22 marzo - August Hermann Francke, teologo e pedagogo tedesco († 1727)
- 24 marzo - Giorgio Cattaneo, vescovo cattolico italiano († 1730)
- 25 marzo - Giovanni Odazzi, pittore italiano († 1731)
- 28 marzo - Luigi Crato di Nassau-Saarbrücken, nobile tedesco († 1713)

### Aprile
- 1º aprile - Marco Gradenigo, patriarca cattolico italiano († 1734)
- 7 aprile - Filippo II Colonna, nobile italiano († 1714)
- 13 aprile - Jean Pierre de Crouzas, filosofo e matematico svizzero († 1750)
- 16 aprile - Alessandro Sigismondo di Palatinato-Neuburg, vescovo cattolico tedesco († 1737)
- 21 aprile - Tommaso Nasini, pittore italiano († 1746)
- 27 aprile - Gioacchino Francesco Caprini, vescovo cattolico italiano († 1729)
- 29 aprile - Carlos Borja Centellas y Ponce de León, cardinale spagnolo († 1733)
- 30 aprile - Filippo Hercolani, I principe Hercolani, nobile, politico e diplomatico italiano († 1722)
- 30 aprile - Alessandro Marchesini, pittore italiano († 1738)

### Maggio
- 4 maggio - Antonio Mongitore, scrittore, presbitero e storico italiano († 1743)
- 8 maggio - John Lyon, IV conte di Strathmore e Kinghorne, nobile scozzese († 1712)
- 8 maggio - Maria Withoos, pittrice olandese
- 10 maggio - Filippo Carlo d'Arenberg, duca belga († 1691)
- 25 maggio - Johann Dientzenhofer, architetto tedesco († 1726)
- 27 maggio - Pierre Jaillard Bressan,  francese († 1731)
- 28 maggio - Giovan Girolamo II Acquaviva d'Aragona, nobile e condottiero italiano († 1709)

### Giugno
- 11 giugno - Christoph Fürer von Haimendorf, politico, poeta e traduttore tedesco († 1732)
- 24 giugno - Jean-Baptiste Massillon, predicatore e vescovo cattolico francese († 1742)

### Luglio
- 10 luglio - Leopold Schlik zu Bassano und Weißkirchen, generale, diplomatico e nobile boemo († 1723)
- 18 luglio - Carlo Ferdinando Lodron, presbitero italiano († 1730)
- 20 luglio - Pierre Drevet, incisore francese († 1738)
- 24 luglio - Emilio Giacomo Cavalieri, vescovo cattolico italiano († 1726)
- 26 luglio - Louis Carré, matematico francese († 1711)

### Agosto
- 5 agosto - Charles Armand de Gontaut-Biron, militare francese († 1756)
- 8 agosto - Nicola Malinconico, pittore italiano († 1726)
- 9 agosto - Ferdinando de' Medici, principe italiano († 1713)
- 18 agosto - Catherine Repond,  svizzera († 1731)
- 20 agosto - Amalia von Königsmarck, nobile, pittrice e attrice teatrale svedese († 1740)
- 28 agosto - Santino Bussi, stuccatore svizzero († 1737)
- 31 agosto - Guillaume Amontons, fisico francese († 1705)

### Settembre
- 1º settembre - Jean Boivin, scrittore francese († 1726)
- 5 settembre - Jean-Baptiste Labat, religioso, botanico e esploratore francese († 1738)
- 15 settembre - Tommaso Ruffo, cardinale e arcivescovo cattolico italiano († 1753)
- 20 settembre - Pirro Albergati, compositore italiano († 1735)
- 20 settembre - Federico Guglielmo di Hohenzollern-Hechingen, principe († 1735)
- 28 settembre - Henry FitzRoy, I duca di Grafton, nobile e generale britannico († 1690)
- 30 settembre - Vincenzo Rugeri, liutaio italiano († 1719)

### Ottobre
- 9 ottobre - Giovanni Mario Crescimbeni, poeta e critico letterario italiano († 1728)
- 14 ottobre - Giuseppe Cervi, medico italiano († 1748)
- 18 ottobre - Eugenio di Savoia, nobile e generale italiano († 1736)
- 23 ottobre - Eleonora Giuliana di Brandeburgo-Ansbach, duchessa († 1724)

### Novembre
- 10 novembre - Francesco Alberto di Oettingen-Spielberg, principe tedesco († 1737)
- 11 novembre - Evaristo Gherardi, attore teatrale italiano († 1700)
- 13 novembre - Árni Magnússon, letterato islandese († 1730)
- 14 novembre - Friedrich Wilhelm Zachow, compositore tedesco († 1712)
- 26 novembre - Bernardino Guinigi, arcivescovo cattolico e diplomatico italiano († 1729)
- 30 novembre - Andrea Adami da Bolsena, cantore italiano († 1742)

### Dicembre
- 14 dicembre - Gundakar Thomas von Starhemberg, economista e politico austriaco († 1745)
- 24 dicembre - Ippolita Ludovisi,  italiana († 1733)
- 24 dicembre - Petronilla Paolini Massimi, poetessa italiana († 1726)
- 29 dicembre - Filippo Ernesto di Hohenlohe-Waldenburg-Schillingsfürst, principe tedesco († 1759)

### Senza giorno specificato
- Ki no Kaion, drammaturgo giapponese († 1742)
- Francesco Saverio Baldinucci, storico dell'arte italiano († 1738)
- Cecilia Carboni, nobildonna italiana († 1739)
- Robert Carter I, imprenditore statunitense († 1732)
- Michelangelo Cerruti, pittore italiano († 1748)
- Giacomo Colombo, scultore, pittore e disegnatore italiano († 1731)
- John Craig, matematico e teologo scozzese († 1731)
- Dionisio Dolfin, patriarca cattolico italiano († 1734)
- Giovanni Lorenzo Gregori, compositore e violinista italiano († 1745)
- Agaf'ja Semënovna Grušeckaja († 1681)
- John Marshall, ottico inglese († 1712)
- Thomas Newcomen, inventore inglese († 1729)
- Ogata Kenzan, pittore e ceramista giapponese († 1743)
- Marcelline Pauper, mistica francese
- Simon-Joseph Pellegrin, poeta, librettista e drammaturgo francese († 1745)
- James Petiver, botanico, farmacista e entomologo britannico († 1718)
- Jérôme Raveneau de Lussan, pirata e avventuriero francese († 1716)
- Elizabeth Stanhope, nobildonna inglese († 1723)
- Abbondio Stazio, stuccatore svizzero († 1757)
- António Manoel de Vilhena,  portoghese († 1736)
- Eric Walten, scrittore olandese († 1697)
- Lobsang Yeshe, monaco buddhista tibetano († 1737)

## Morti

### Gennaio
- 3 gennaio - Muzio Febonio, religioso e storico italiano (n. 1597)
- 4 gennaio - Ernestina Iolanda di Ligne, nobildonna belga (n. 1594)
- 6 gennaio - Simone Luzzatto, rabbino italiano (n. 1580)
- 11 gennaio - Madre Maria Eletta di Gesù, religiosa italiana (n. 1605)
- 23 gennaio - Giovan Carlo de' Medici, cardinale italiano (n. 1611)

### Febbraio
- 8 febbraio - Marcello Cervini, vescovo cattolico italiano
- 19 febbraio - Adam Adami, vescovo cattolico tedesco (n. 1610)

### Marzo
- 13 marzo - Hugo Eberhard Cratz von Scharfenstein, vescovo cattolico tedesco (n. 1595)
- 13 marzo - Edoardo del Palatinato-Simmern, nobile (n. 1625)

### Aprile
- 3 aprile - Tommaso Aversa, poeta e drammaturgo italiano (n. 1623)
- 7 aprile - Ciro di Pers, poeta italiano (n. 1599)
- 17 aprile - Ilarione Rancati, teologo italiano (n. 1594)
- 23 aprile - Claude Guillermet de Bérigard, filosofo francese (n. 1578)
- 29 aprile - Margherita Violante di Savoia, principessa italiana (n. 1635)

### Maggio
- 11 maggio - Enrico II di Orléans-Longueville, nobile (n. 1595)

### Giugno
- 4 giugno - William Juxon, arcivescovo anglicano inglese (n. 1582)
- 5 giugno - Béatrice de Cusance, duchessa (n. 1614)
- 8 giugno - Maiolino Bisaccioni, storiografo, letterato e librettista italiano (n. 1582)
- 20 giugno - Caterina Enrichetta di Borbone, nobile francese (n. 1596)
- 28 giugno - Giulio Cesare Sacchetti, cardinale e vescovo cattolico italiano (n. 1587)

### Luglio
- 16 luglio - Guglielmo VI d'Assia-Kassel, nobile tedesco (n. 1629)
- 20 luglio - Antonino Diana, teologo italiano (n. 1586)
- 21 luglio - Francesco Allegrini, pittore italiano (n. 1587)
- 31 luglio - Marco Marchiani, vescovo cattolico italiano (n. 1596)

### Agosto
- 23 agosto - Nicolò Guidi di Bagno, militare, arcivescovo cattolico e cardinale italiano (n. 1584)

### Settembre
- 12 settembre - Ottavio I Gonzaga, nobile e militare italiano (n. 1622)
- 17 settembre - Carlo Garavaglia, scultore e incisore italiano (n. 1617)
- 18 settembre - Giuseppe da Copertino, presbitero italiano (n. 1603)
- 27 settembre - Filippo di Schleswig-Holstein-Sonderburg-Glücksburg, nobile tedesco (n. 1584)

### Ottobre
- 7 ottobre - Sofia Eleonora d'Assia-Darmstadt (n. 1634)
- 9 ottobre - Adolphus Vorstius, medico e botanico olandese (n. 1597)
- 20 ottobre - Raphael Cotoner, militare spagnolo (n. 1601)
- 31 ottobre - Théophile Raynaud, teologo francese (n. 1583)

### Novembre
- 3 novembre - Carlo Giuliani, vescovo cattolico italiano
- 13 novembre - Domenico Guargena, pittore italiano (n. 1610)
- 17 novembre - Biagio Marini, violinista e compositore italiano (n. 1594)
- 24 novembre - Luigi IV di Legnica, nobile polacco (n. 1616)

### Dicembre
- 5 dicembre - Miguel Juan Balaguer, vescovo cattolico spagnolo (n. 1597)
- 5 dicembre - Severo Bonini, compositore e organista italiano (n. 1582)
- 17 dicembre - Nzinga di Ndongo e Matamba, regina (n. 1583)
- 21 dicembre - Camillo Astalli, cardinale e vescovo cattolico italiano (n. 1616)
- 27 dicembre - Cristina di Borbone-Francia, principessa (n. 1606)
- 28 dicembre - Francesco Maria Grimaldi, gesuita, fisico e astronomo italiano (n. 1618)

### Senza giorno specificato
- Jan Miel, pittore fiammingo (n. 1599)
- Abu al-Ghazi Bahadur, politico turco (n. 1603)
- Lubin Baugin, pittore francese
- Thomas Baylie, pastore protestante inglese (n. 1582)
- Cornelio II Bentivoglio, nobile (n. 1606)
- Guido Cagnacci, pittore italiano (n. 1601)
- Tommaso Caracciolo, arcivescovo cattolico italiano (n. 1599)
- Valeriano Castiglione, religioso e scrittore italiano (n. 1593)
- Alexander van Fornenbergh, nobile, scrittore e pittore olandese
- Francesco Generini, scultore e ingegnere italiano (n. 1593)
- Balthasar Gerbier, miniaturista, diplomatico e architetto olandese (n. 1592)
- Jean Guyon Du Buisson, operaio francese (n. 1592)
- Henry Lucas, religioso e politico inglese (n. 1610)
- Giacomo II Malaspina, nobile italiano (n. 1593)
- Angelo Notari, compositore italiano (n. 1566)
- Charles Potter, filosofo britannico
- Heinrich Scheidemann, compositore e organista tedesco
- Ferdinando Stocchi, presbitero, letterato e falsario italiano (n. 1611)
- Giovanni Battista Urbinelli, pittore italiano (n. 1605)
- Giovanni Battista Visco, vescovo cattolico e teologo italiano
- Hans de Jode, pittore olandese (n. 1630)
- Claude de Jongh, pittore olandese (n. 1605)
- Husayn Pascià, sultano ottomano

## Calendario
| Calendario 1663 | Calendario 1663 | Calendario 1663 | Calendario 1663 | Calendario 1663 | Calendario 1663 | Calendario 1663 | Calendario 1663 | Calendario 1663 | Calendario 1663 | Calendario 1663 | Calendario 1663 | Calendario 1663 | Calendario 1663 | Calendario 1663 | Calendario 1663 | Calendario 1663 | Calendario 1663 | Calendario 1663 | Calendario 1663 | Calendario 1663 | Calendario 1663 | Calendario 1663 | Calendario 1663 | Calendario 1663 | Calendario 1663 | Calendario 1663 | Calendario 1663 | Calendario 1663 | Calendario 1663 | Calendario 1663 | Calendario 1663 | Calendario 1663 |
| --------------- | --------------- | --------------- | --------------- | --------------- | --------------- | --------------- | --------------- | --------------- | --------------- | --------------- | --------------- | --------------- | --------------- | --------------- | --------------- | --------------- | --------------- | --------------- | --------------- | --------------- | --------------- | --------------- | --------------- | --------------- | --------------- | --------------- | --------------- | --------------- | --------------- | --------------- | --------------- | --------------- |
|                 | 1               | 2               | 3               | 4               | 5               | 6               | 7               | 8               | 9               | 10              | 11              | 12              | 13              | 14              | 15              | 16              | 17              | 18              | 19              | 20              | 21              | 22              | 23              | 24              | 25              | 26              | 27              | 28              | 29              | 30              | 31              |                 |
| Gennaio         | Lu              | Ma              | Me              | Gi              | Ve              | Sa              | Do              | Lu              | Ma              | Me              | Gi              | Ve              | Sa              | Do              | Lu              | Ma              | Me              | Gi              | Ve              | Sa              | Do              | Lu              | Ma              | Me              | Gi              | Ve              | Sa              | Do              | Lu              | Ma              | Me              |                 |
| Febbraio        | Gi              | Ve              | Sa              | Do              | Lu              | Ma              | Me              | Gi              | Ve              | Sa              | Do              | Lu              | Ma              | Me              | Gi              | Ve              | Sa              | Do              | Lu              | Ma              | Me              | Gi              | Ve              | Sa              | Do              | Lu              | Ma              | Me              |                 |                 |                 |                 |
| Marzo           | Gi              | Ve              | Sa              | Do              | Lu              | Ma              | Me              | Gi              | Ve              | Sa              | Do              | Lu              | Ma              | Me              | Gi              | Ve              | Sa              | Do              | Lu              | Ma              | Me              | Gi              | Ve              | Sa              | Do              | Lu              | Ma              | Me              | Gi              | Ve              | Sa              |                 |
| Aprile          | Do              | Lu              | Ma              | Me              | Gi              | Ve              | Sa              | Do              | Lu              | Ma              | Me              | Gi              | Ve              | Sa              | Do              | Lu              | Ma              | Me              | Gi              | Ve              | Sa              | Do              | Lu              | Ma              | Me              | Gi              | Ve              | Sa              | Do              | Lu              |                 |                 |
| Maggio          | Ma              | Me              | Gi              | Ve              | Sa              | Do              | Lu              | Ma              | Me              | Gi              | Ve              | Sa              | Do              | Lu              | Ma              | Me              | Gi              | Ve              | Sa              | Do              | Lu              | Ma              | Me              | Gi              | Ve              | Sa              | Do              | Lu              | Ma              | Me              | Gi              |                 |
| Giugno          | Ve              | Sa              | Do              | Lu              | Ma              | Me              | Gi              | Ve              | Sa              | Do              | Lu              | Ma              | Me              | Gi              | Ve              | Sa              | Do              | Lu              | Ma              | Me              | Gi              | Ve              | Sa              | Do              | Lu              | Ma              | Me              | Gi              | Ve              | Sa              |                 |                 |
| Luglio          | Do              | Lu              | Ma              | Me              | Gi              | Ve              | Sa              | Do              | Lu              | Ma              | Me              | Gi              | Ve              | Sa              | Do              | Lu              | Ma              | Me              | Gi              | Ve              | Sa              | Do              | Lu              | Ma              | Me              | Gi              | Ve              | Sa              | Do              | Lu              | Ma              |                 |
| Agosto          | Me              | Gi              | Ve              | Sa              | Do              | Lu              | Ma              | Me              | Gi              | Ve              | Sa              | Do              | Lu              | Ma              | Me              | Gi              | Ve              | Sa              | Do              | Lu              | Ma              | Me              | Gi              | Ve              | Sa              | Do              | Lu              | Ma              | Me              | Gi              | Ve              |                 |
| Settembre       | Sa              | Do              | Lu              | Ma              | Me              | Gi              | Ve              | Sa              | Do              | Lu              | Ma              | Me              | Gi              | Ve              | Sa              | Do              | Lu              | Ma              | Me              | Gi              | Ve              | Sa              | Do              | Lu              | Ma              | Me              | Gi              | Ve              | Sa              | Do              |                 |                 |
| Ottobre         | Lu              | Ma              | Me              | Gi              | Ve              | Sa              | Do              | Lu              | Ma              | Me              | Gi              | Ve              | Sa              | Do              | Lu              | Ma              | Me              | Gi              | Ve              | Sa              | Do              | Lu              | Ma              | Me              | Gi              | Ve              | Sa              | Do              | Lu              | Ma              | Me              |                 |
| Novembre        | Gi              | Ve              | Sa              | Do              | Lu              | Ma              | Me              | Gi              | Ve              | Sa              | Do              | Lu              | Ma              | Me              | Gi              | Ve              | Sa              | Do              | Lu              | Ma              | Me              | Gi              | Ve              | Sa              | Do              | Lu              | Ma              | Me              | Gi              | Ve              |                 |                 |
| Dicembre        | Sa              | Do              | Lu              | Ma              | Me              | Gi              | Ve              | Sa              | Do              | Lu              | Ma              | Me              | Gi              | Ve              | Sa              | Do              | Lu              | Ma              | Me              | Gi              | Ve              | Sa              | Do              | Lu              | Ma              | Me              | Gi              | Ve              | Sa              | Do              | Lu              |                 |